# František Vlach (kněz)
František Vlach (16. ledna 1887, Stříbrnice u Uherského Hradiště – 1. září 1958, tamt.) byl český římskokatolický kněz, ředitel Arcibiskupského gymnázia v Kroměříži a papežský prelát.

## Život a působení
Po kněžském svěcení, které přijal počátkem července 1910, se věnoval studiu filosofie ve Vídni a později studoval ještě na Jagellonské univerzitě v Krakově. V roce 1916 začal vyučovat latinu a češtinu na Arcibiskupském gymnáziu v Kroměříži a roku 1921 se stal spirituálem kroměřížského chlapeckého semináře. Kromě toho působil jako ředitel české části kněžského spolku Unio apostolica v olomoucké arcidiecézi a diecézní moderátor Díla sv. dětství Ježíšova pro českojazyčné farnosti. V letech 1926 a 1931 zorganizoval pro studenty cestu do Itálie a roku 1936 se stal ředitelem gymnázia, jímž byl i během druhé světové války a po ní.